# ملكد (الشعر)

تعديل مصدري - تعديل

ملكد هي إحدى قرى عزلة مقنع بمديرية الشعر التابعة لمحافظة إب، بلغ تعداد سكانها 216 نسمة حسب تعداد اليمن لعام 2004.